# スタッド・ドゥ・ルドゥル
スタッド・ムニシパル・ドゥ・ルドゥル（フランス語: Stade municipal de Roudourou）は、フランス・ガンガンに所在するサッカー競技施設である。EAギャンガンが本拠地として使用している。

## 歴史
1989年に竣工し、1990年1月21日にEAギャンガン対パリ・サンジェルマンFC戦で杮落しが行われた。この時はホーム側の会長席以外に座席がなく、ゴール裏にも屋根がない、東側は芝の斜面といった非常に簡素なものであった。
1997年の改修で座席が設置され、2007年に屋根がつけられ、収容人数も増加した。2009年10月10日にはフランス代表対フェロー諸島代表戦が行われた。
2014年にはギャンガンのUEFAヨーロッパリーグ予選に合わせて照明が設置された。2018年の改修で1万9033人の収容人数となった。
2023年にUSコンカルノーがリーグ・ドゥに昇格したが、本拠地のスタッド・グイ＝ピリウがリーグ・ドゥの基準を満たしていないため、ホームゲームの一部をこのスタジアムで開催することとなった。